# Adams Park
Adams Park – stadion sportowy zlokalizowany w miejscowości High Wycombe w hrabstwie Buckinghamshire, na którym swoje mecze domowe rozgrywa zespół Wycombe Wanderers.